# Antwerpen (tartomány)
Antwerpen (hollandul Antwerpen, franciául Anvers) a belgiumi Flandria legészakibb tartománya, északról Hollandiával határos, míg nyugaton Limburg, délen Flamand-Brabant, keleten Kelet-Flandria tartománya határolja.
A tartomány fővárosa Antwerpen, teljes területe 2867 km² és közel 1,7 millió lakosával Belgium legnépesebb tartománya.

## Földrajz
Antwerpen tartomány legmagasabb pontja Beerzelberg (tengerszint feletti magassága 55 m).
A tartomány legjelentősebb vízfolyásai a Schelde, Rupel, Grote Nete, Kleine Nete folyók és az Albert-csatorna.

## Közigazgatás és politika

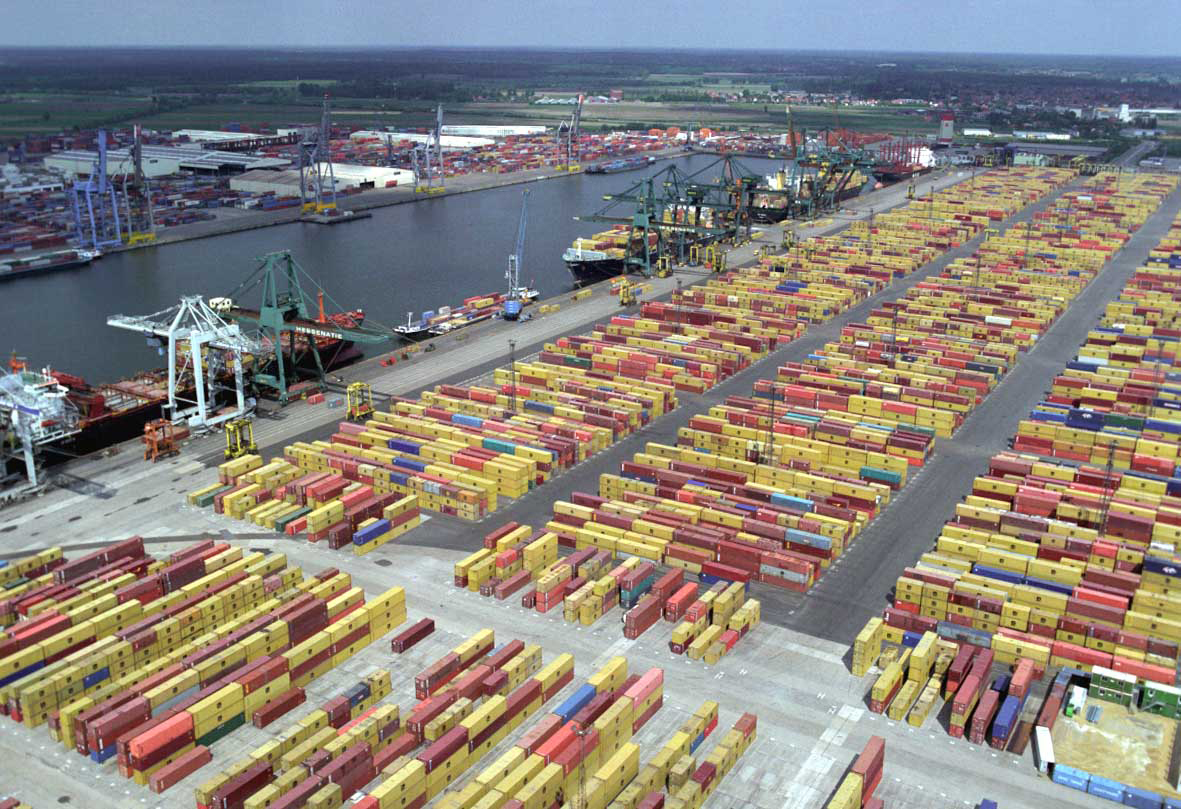
Az antwerpeni kikötő látképe (a Delwaidedok)

### Tartományi kormány
A tartomány igazgatása a tartományi kormány felelősségi körébe tartozik. A jelenlegi tartományi kormányzó koalíciót a CD&V (flamand kereszténydemokraták) – N-VA (új-flamand szövetség), a szocialista sp.a – spirit és a VLD (flamand liberális) pártok alkotják. A kormányzó irányítása alatt 6 helyettese felelős a közigazgatás egyes területeiért:
- Camille Paulus, kormányzó
- Ludo Helsen (CD&V), helyettes
- Jos Geuens (sp.a), helyettes
- Koen Helsen (VLD), helyettes
- Marc Wellens (CD&V), helyettes
- Inga Verhaert (sp.a), helyettes
- Bart De Nijn (N-VA), helyettes

### A tartomány kormányzóinak listája
- François de Robiano (1830–1831)
- Jean-François Tielemans (1831)
- Charles Rogier (1831–1832, 1834–1840)
- Henri de Brouckère (1840–1844)
- Jules Malou (1844–1845)
- Jan Teichmann (1845–1862)
- Edward Pycke d’Ideghem (1862–1887)
- Charles du Bois de Vroylande (1887–1888)
- Edward Osy de Zegwaart (1889–1900)
- Fredegand Cogels (1900–1907)
- Louis de Brouchoven de Bergeyck (1907–1908)
- Ferdinand de Baillet-Latour (1908–1912)
- Gaston van de Werve de Schilde (1912–1923)
- Georges Holvoet (1923–1945)
- Richard Declerck (1946–1966)
- Andries Kinsbergen (1967–1993)
- Camille Paulus (1993–2008)
- Cathy Berx (2008-tól)

## A tartomány közigazgatási felosztása
A tartományban 3 járás, vagyis közigazgatási körzet található:

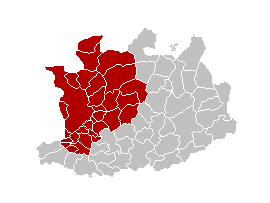
Antwerpen
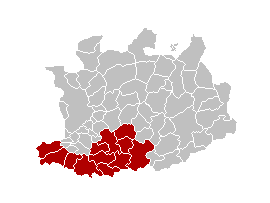
Mechelen
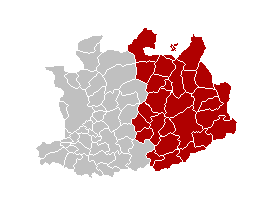
Turnhout

### Helyi és települési önkormányzatok

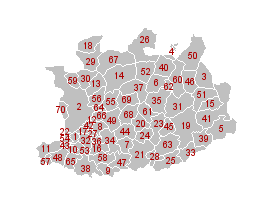

A belga közigazgatásnak megfelelően egyes helyi önkormányzatok egy várost képviselnek, míg több kisebb település esetén szokásos összevont önkormányzatot (ún. deelgemeente) üzemeltetni. A városi rangot viselő önkormányzatok neve mellett zárójelben a "város" megnevezés látható.
| Antwerpen - 1. Aartselaar - 2. Antwerpen (város) - 8. Boechout - 10. Boom - 12. Borsbeek - 13. Brasschaat - 14. Brecht - 17. Edegem - 18. Essen - 22. Hemiksem - 27. Hove - 29. Kalmthout - 30. Kapellen - 32. Kontich - 36. Lint - 37. Malle - 42. Mortsel (város) - 43. Niel - 49. Ranst - 53. Rumst - 54. Schelle - 55. Schilde - 56. Schoten - 59. Stabroek - 64. Wijnegem - 66. Wommelgem - 67. Wuustwezel - 68. Zandhoven - 69. Zoersel - 70. Zwijndrecht | Mechelen - 7. Berlaar - 9. Bonheiden - 11. Bornem - 16. Duffel - 21. Heist-op-den-Berg - 34. Lier (város) - 38. Mechelen (város) - 44. Nijlen - 47. Putte - 48. Puurs - 57. Sint-Amands - 58. Sint-Katelijne-Waver - 65. Willebroek | Turnhout - 3. Arendonk - 4. Baarle-Hertog - 5. Balen - 6. Beerse - 15. Dessel - 19. Geel (város) - 20. Grobbendonk - 23. Herentals (város) - 24. Herenthout - 25. Herselt - 26. Hoogstraten (város) - 28. Hulshout - 31. Kasterlee - 33. Laakdal - 35. Lille - 39. Meerhout - 40. Merksplas - 41. Mol - 45. Olen - 46. Oud-Turnhout - 50. Ravels - 51. Retie - 52. Rijkevorsel - 60. Turnhout (város) - 61. Vorselaar - 62. Vosselaar - 63. Westerlo |